# The Sunshine Boys
The Sunshine Boys és una pel·lícula estatunidenca dirigida per Herbert Ross, estrenada el 1975. El guió dels Sunshine Boys ha estat sovint portat al teatre.

## Argument
La pel·lícula explica la història de dos vells actors de vodevil, coneguts antigament com a "Lewis i Clark", que van arribar a odiar-se tant en el passat, que van arribar a no parlar-se fora de l'escenari. Quan el nebot de Clark intenta tornar a reunir-los per a una última actuació a la televisió, han d'aprendre a aguantar-se mútuament.

## Repartiment
- Walter Matthau: Willy Clark
- George Burns: Al Lewis
- Richard Benjamin: Ben Clark
- Lee Meredith: Infermera (Miss McIntosh)
- Carol Arthur: Mrs. Doris Green, filla d'Al
- Rosetta LeNoire: Odessa, infermera de Willy
- F. Murray Abraham: Mecànic
- Howard Hesseman: Mr. Walsh, director comercial
- James Cranna: Mr. Schaeffer, director TV
- Ron Rifkin: mànager TV

## Premis i nominacions

### Premis
- 1976. Oscar al millor actor secundari per George Burns
- 1976. Globus d'Or a la millor pel·lícula musical o còmica
- 1976. Globus d'Or al millor actor musical o còmic per George Burns
- 1976. Globus d'Or al millor actor musical o còmic per Walter Matthau
- 1976. Globus d'Or al millor actor secundari per Richard Benjamin

### Nominacions
- 1976. Oscar al millor actor per Walter Matthau
- 1976. Oscar a la millor direcció artística per Albert Brenner i Marvin March
- 1976. Oscar al millor guió adaptat per Neil Simon
- 1976. Globus d'Or al millor guió per Neil Simon
- 1977. BAFTA al millor actor per Walter Matthau
- 1977. BAFTA al millor guió per Neil Simon